# Cambeva piraquara
Cambeva piraquara — вид сомоподібних риб родини Trichomycteridae. Описаний у 2023 році.

## Поширення
Ендемік Бразилії. Поширений у річці Піракуара, верхній притоці річки Ігуасу.

## Назва
Видова назва piraquara вказує на типове місцезнаходження. Назва річки Піракуара з мови тупі означає «риб’яча нора»: pira = риба та  kuara = діра, печера, порожнина або схованка.

## Опис
Вид відрізняється від інших представників роду двома помітними темно-коричневими поздовжніми смугами на гладкому жовтуватому фоні: помітною широкою та чітко окресленою темно-коричневою поздовжньою середньо-бічною смугою, що тягнеться від плями зубастих відростків до першої третини променів хвостового плаця та спинно-сагітальною смугою, що складається з великих і злитих округлих плям, що простягаються від потилиці до основи спинного плавця. 